# Episodi di Detective Monk (seconda stagione)
La seconda stagione della serie televisiva Detective Monk, composta da 16 episodi, è stata trasmessa negli Stati Uniti dal canale USA Network dal 20 giugno 2003 al 5 marzo 2004.
La stagione è stata trasmessa in prima visione in lingua italiana in Svizzera dal 16 gennaio al 1° maggio 2005 da TSI 1; in Italia è andata in onda su Rete 4, in anteprima esclusiva, dal 21 luglio all'8 settembre 2005 in prima serata.
| nº | Titolo originale                   | Titolo italiano                               | Prima TV USA     | Prima TV Italia  |
| -- | ---------------------------------- | --------------------------------------------- | ---------------- | ---------------- |
| 1  | Mr. Monk Goes Back to School       | Il signor Monk torna a scuola                 | 20 giugno 2003   | 16 gennaio 2005  |
| 2  | Mr. Monk Goes to Mexico            | Il signor Monk va in Messico                  | 27 giugno 2003   | 23 gennaio 2005  |
| 3  | Mr. Monk Goes to the Ballgame      | Il signor Monk e la partita di baseball       | 11 luglio 2003   | 30 gennaio 2005  |
| 4  | Mr. Monk Goes to the Circus        | Il signor Monk va al circo                    | 18 luglio 2003   | 6 febbraio 2005  |
| 5  | Mr. Monk and the Very Very Old Man | Il signor Monk e l'uomo più vecchio del mondo | 25 luglio 2003   | 13 febbraio 2005 |
| 6  | Mr. Monk Goes to the Theater       | Il signor Monk va a teatro                    | 1º agosto 2003   | 20 febbraio 2005 |
| 7  | Mr. Monk and the Sleeping Suspect  | Il signor Monk e l'indiziato in coma          | 8 agosto 2003    | 27 febbraio 2005 |
| 8  | Mr. Monk Meets the Playboy         | Il signor Monk e il playboy                   | 15 agosto 2003   | 6 marzo 2005     |
| 9  | Mr. Monk and the 12th Man          | Il signor Monk e il 12° uomo                  | 22 agosto 2003   | 13 marzo 2005    |
| 10 | Mr. Monk and the Paperboy          | Il signor Monk e il fattorino                 | 16 gennaio 2004  | 20 marzo 2005    |
| 11 | Mr. Monk and the Three Pies        | Il signor Monk e le tre torte                 | 23 gennaio 2004  | 27 marzo 2005    |
| 12 | Mr. Monk and the TV Star           | Il signor Monk e la star della tv             | 30 gennaio 2004  | 3 aprile 2005    |
| 13 | Mr. Monk and the Missing Granny    | Il signor Monk e la nonna scomparsa           | 6 febbraio 2004  | 10 aprile 2005   |
| 14 | Mr. Monk and the Captain's Wife    | Il signor Monk e la moglie del capitano       | 13 febbraio 2004 | 17 aprile 2005   |
| 15 | Mr. Monk Gets Married              | Il signor Monk si sposa                       | 27 febbraio 2004 | 24 aprile 2005   |
| 16 | Mr. Monk Goes to Jail              | Il signor Monk va in prigione                 | 5 marzo 2004     | 1º maggio 2005   |

## Il signor Monk torna a scuola
- Titolo originale: Mr. Monk Goes Back to School
- Diretto da: Randall Zisk
- Scritto da: David Breckman e Rick Kronberg (soggetto); David Breckman (sceneggiatura)

### Trama
L'insegnante d'inglese Beth Landow cade dalla torre dell'orologio. Un apparente suicidio, ma Monk sospetta che sia una messinscena, e sia stato un omicidio compiuto dall'amante, Derek Philby, professore di scienze. Ma l'uomo ha un alibi: al momento della morte della Landow, l'uomo era a lezione, di fronte ai suoi studenti. La cosa indispettisce Monk, poiché lui sa Philby colpevole, ma non riesce a capire come abbia potuto commettere il delitto.
- Guest star: Andrew McCarthy (Derek Philby), David Rasche (l'allenatore Patterson)

## Il signor Monk va in Messico
- Titolo originale: Mr. Monk Goes to Mexico
- Diretto da: Ron Underwood
- Scritto da: Lee Goldberg e William Rabkin

### Trama
Un ricco studente di San Francisco, in vacanza in Messico, muore durante un salto con il paracadute, poiché questo non si era aperto. L'autopsia rivela che la causa della morte è in realtà annegamento. E come se non bastasse, nella stessa località, l'anno prima, un altro giovane americano era stato sbranato da un leone, animale mai visto nel paese. Monk viene incaricato dal Sindaco in persona di indagare, e giunto sul posto sospetta che qualcuno lo voglia uccidere.

## Il signor Monk e la partita di baseball
- Titolo originale: Mr. Monk Goes to the Ballgame
- Diretto da: Michael Spiller
- Scritto da: Hy Conrad

### Trama
Il CEO Lawrence Hammond, al centro di una bufera finanziaria, viene trovato morto con la moglie. L'assassino ha sparato ai due mentre erano fermi in auto. Le ultime parole di Hammond sono state "Grassoni consumano entusiasti quindici pizze". Monk indaga, e scopre che la donna era legata sentimentalmente al giocatore di baseball Scott Gregorio, che ora gioca male e rischia di non riuscire più a battere un precedente record. Per Monk il vero obiettivo era la moglie, e il fine era influenzare l'andamento del gioco di Gregorio.
- Guest star: Christopher Wiehl (Scott Gregorio)

## Il signor Monk va al circo
- Titolo originale: Mr. Monk Goes to the Circus
- Diretto da: Randall Zisk
- Scritto da: James Krieg

### Trama
Un acrobatico killer irrompe spettacolarmente in un bar e uccide un avventore, presentatore in un circo. Monk sostiene che l'assassino sia l'ex moglie Natasha Lovara, trapezista nota come "La regina del cielo" che però ha una caviglia distrutta in seguito ad un incidente avvenuto due settimane prima dell'omicidio. Monk deve smontare il suo alibi e intanto ha un diverbio con Sharona, che lo accusa giustamente di non avere alcuna empatia per lei e si scopre aver paura degli elefanti. Poco dopo, l'addestratore dell'elefantessa del circo muore in un incidente durante una performance.
- Guest star: Lolita Davidovich (Natasha Lovara)

## Il signor Monk e l'uomo più vecchio del mondo
- Titolo originale: Mr. Monk and the Very, Very Old Man
- Diretto da: Lawrence Trilling
- Scritto da: Daniel Dratch

### Trama
Alla vigilia del suo compleanno, un uomo di quasi 115 anni muore in circostanze sospette. Karen, moglie di Stottlemayer, sostiene si tratti di un omicidio, e chiede al marito di aiutarla. L'uomo è in rotta con Karen e, cacciato di casa, si fa ospitare da Monk, ma la convivenza si rivela un disastro per entrambi. Stottlemeyer afferma inoltre di non essere più lo stesso come poliziotto, una crisi iniziata più di quattro anni prima, quando non riuscì a risolvere il caso di un diciassettenne investito da un'auto in corsa. Le indagini intanto proseguono con una guardia addetta all'ospizio dell'anziano trovata cadavere, e la conferma del soffocamento della vittima, dopo che il sindaco Rudner e il suo riluttante assistente Gammill avevano concesso l'autorizzazione all'autopsia. La soluzione arriva guardando un noiosissimo documentario sul centenario diretto da Karen.
- Guest star: Glenne Headly (Karen Stottlemeyer), Kurt Fuller (Dennis Gammill), Jim Jansen (sindaco Rudner), Stellina Rusich (Trudy Anne Monk), Patrick Cranshaw (Miles Hollings)

## Il signor Monk va a teatro
- Titolo originale: Mr. Monk Goes to the Theater
- Diretto da: Ron Underwood
- Scritto da: Wendy Mass e Stu Levine (soggetto); Tom Scharpling (sceneggiatura)

### Trama
Gail, sorella di Sharona, è attrice in uno spettacolo teatrale in cui deve uccidere un personaggio interpretato dall'ex ragazzo Hal. Il coltello finto con il quale lo colpisce è in realtà vero, e l'uomo muore sul palco, durante la prima, di fronte a trecento spettatori tra cui Monk, e la stessa Sharona. La madre di Sharona e Gail intanto va a trovarle, e fa promettere a Monk di aiutare la figlia. A Monk pare strano il comportamento di Jenna Ryan, sostituta di Gail e, indagando, finisce con l'essere ingaggiato come attore sostituto della vittima.
- Guest star: Amy Sedaris (Gail Fleming), Marc Vann (Hal Duncan), Betty Buckley (sig.ra Fleming), Melissa George (Jenna Ryan)

## Il signor Monk e l'indiziato in coma
- Titolo originale: Mr. Monk and the Sleeping Suspect
- Diretto da: Jerry Levine
- Scritto da: Karl Schaefer

### Trama
Monk sospetta di un ragazzo che crede che abbia ucciso sua sorella con un pacco bomba. L'unico problema che il suo sospettato è in coma. Intanto Sharona riceve una visita dal suo ex marito Trevor.

## Il signor Monk e il playboy
- Titolo originale: Mr. Monk Meets the Playboy
- Diretto da: Tom DiCillo
- Scritto da: James Krieg

### Trama
Quando l'editore di Sapphire Magazine viene ritrovato morto nel suo studio, strangolato da un bilanciere, tutti pensano a un incidente meno che Monk. Monk comincia ad indagare e tutti gli indizi portano al famoso playboy Dexter Larson, che ha però un alibi inoppugnabile in quanto, all'ora del delitto, si trovava in camera da letto con una delle modelle della Sapphire Magazine. Inoltre, l'appartamento dell'editore risultava chiuso dall'interno, e non vi erano segni di effrazione.
- Guest star: Gary Cole (Dexter Larson)

## Il signor Monk e il 12° uomo
- Titolo originale: Mr. Monk and the 12th Man
- Diretto da: Michael Zinberg
- Scritto da: Michael Angeli

### Trama
Monk è chiamato ad indagare su una serie di 11 omicidi seriali, trovando un collegamento tra le vittime prima che il killer colpisca ancora: tutti e 11 facevano parte della giuria di un processo in cui un operaio era rimasto ferito durante i lavori di ristrutturazione di una casa. I sospetti si concentrano inizialmente sul dodicesimo giurato, ma la verità è un'altra.

## Il signor Monk e il fattorino
- Titolo originale: Mr. Monk and the Paperboy
- Diretto da: Michael Fresco
- Scritto da: David Breckman e Hy Conrad

### Trama
Monk indaga sulla morte del suo fattorino, che come ogni giorno gli lascia il giornale davanti a casa sua e proprio davanti a casa sua è stato trovato ucciso. L'assassino ha rubato inoltre il giornale che il fattorino aveva messo davanti alla casa del signor Monk, come se qualcuno volesse impedirgli di leggerlo. Inizia così a sospettare che l'assassino non voleva che lui leggesse qualche caso di cronaca su cui indagare. Assieme a Stottlemeyer, Sharona e Disher, inizia a leggere a fondo il giornale alla ricerca di fatti di cronaca, giungendo a risolvere due crimini, ma non erano quei due crimini il vero motivo per cui l'assassino gli aveva rubato il giornale.

## Il signor Monk e le tre torte
- Titolo originale: Mr. Monk and the Three Pies
- Diretto da: Randall Zisk
- Scritto da: Tom Scharpling e Daniel Dratch

### Trama
Il fratello di Adrian, Ambrose, lo chiama perché crede che il suo vicino di casa abbia ucciso la moglie. Ambrose è agorafobico, non esce di casa da trentadue anni, e i due fratelli non si parlano da sette anni in quanto Ambrose non chiamò mai Monk per le condoglianze dopo la morte di Trudy. Una volta giunto a casa di Ambrose, questi spiega a Monk e Sharona che la notte precedente ha udito il vicino di casa discutere con la moglie, e in seguito ha udito quattro colpi di pistola. Monk e Sharona iniziano a indagare.
- Guest star: John Turturro (Ambrose Monk), Holt McCallany

## Il signor Monk e la star della tv
- Titolo originale: Mr. Monk and the TV Star
- Diretto da: Randall Zisk
- Scritto da: Tom Scharpling

### Trama
L'ex-moglie di una famosa star di un popolare show poliziesco viene uccisa a coltellate in casa sua, mentre lui era in giardino a parlare con dei giornalisti e dei paparazzi. Monk indaga e crede che sia stato proprio lui a commettere il delitto.
- Nota. In questo episodio appare per la prima volta il personaggio di Marci Maven, che rivedremo negli episodi Il signor Monk e la fan ossessiva (sesta stagione) e Il signor Monk e il centesimo caso (settima stagione).
- Nota. Nella scena finale dell'episodio, Marci chiede a Monk di prometterle che se mai dovessero fare una serie su di lui, non farebbe mai cambiare la sigla della serie. E quando Monk si dichiara favorevole, si sente in sottofondo la sigla originale della prima stagione, che viene poi proposta come sigla finale dell'episodio.

## Il signor Monk e la nonna scomparsa
- Titolo originale: Mr. Monk and the Missing Granny
- Diretto da: Tony Bill
- Scritto da: Joe Toplyn

### Trama
Una studentessa di legge assume Monk per ritrovare i rapinatori che hanno preso sua nonna. La studentessa promette a Monk che se ritroverà la nonna, lei parlerà con la polizia per il suo reintegro. La richiesta del riscatto risulta alquanto bizzarra (i rapinatori rilasceranno la nonna della studentessa solo se lei porterà del tacchino ai senzatetto della mensa dei poveri), e alla fine si scoprirà che si è trattato di una messa in scena per depistare il vero motivo del rapimento, ossia appropriarsi di un oggetto appartenuto all'anziana signora.

## Il signor Monk e la moglie del capitano
- Titolo originale: Mr. Monk and the Captain's Wife
- Diretto da: Jerry Levine
- Scritto da: Andy Breckman e Beth Landou (soggetto); Andy Breckman (sceneggiatura)

### Trama
Un autista di un camion rimorchio viene ucciso da un cecchino su strada, il camion sbanda e si schianta contro la macchina di Karen, la moglie del capitano Stottlemeyer, lasciandola in coma. Monk e il capitano indagano per trovare il cecchino. Stottlemeyer crede di aver individuato il colpevole nel capo del sindacato dei trasportatori, ma Monk non ne è convinto.

## Il signor Monk si sposa
- Titolo originale: Mr. Monk Gets Married
- Diretto da: Craig Zisk
- Scritto da: David Breckman

### Trama
Il tenente Disher, che ha dei dubbi sul matrimonio di sua madre con un uomo molto più giovane di lei, chiede ad Adrian e alla sua assistente Sharona di aiutarlo a verificare se l'uomo davvero ama sua madre. Il primo elemento sospetto è il fatto che, subito dopo le nozze, il giovane marito ha convinto sua moglie dell'esistenza di problemi nel loro matrimonio: la coppia si è iscritta a un corso terapeutico per la cura dei problemi matrimoniali tenuto da un'associazione la cui sede è in una casa che era proprietà di un cacciatore di oro del periodo della febbre dell'oro negli Stati Uniti. Quest'ultimo ha lasciato scritto, in un biglietto rimasto nascosto per decenni in un mobile, che il luogo dove è conservato tutto l'oro da lui trovato, per un valore di 6 milioni di dollari "è scritto nei suoi diari". Quei diari sono conservati proprio nella sede dell'associazione. Monk e Sharona si spacciano per marito e moglie con gravi problemi di coppia, allo scopo di entrare nella casa per investigare. Tutto il mistero - compreso l'assassinio di un antiquario, socio del giovane marito della madre del tenente Disher - verrà risolto da Monk dopo aver notato il peso eccessivo di un singolo diario. Si doveva interpretare alla lettera l'enigmatica indicazione: "è scritto nei miei diari".

## Il signor Monk va in prigione
- Titolo originale: Mr. Monk Goes to Jail
- Diretto da: Jerry Levine
- Scritto da: Chris Manheim

### Trama
Un condannato a morte viene ucciso nella sua cella avvelenato 45 minuti prima della sua esecuzione. Monk viene chiamato nella prigione per indagare sul caso, ma è riluttante a prendere parte alle indagini in quanto non sopporta di dover passare del tempo dentro una prigione, e dal momento che il condannato sarebbe comunque morto a prescindere dall'avvelenamento, decide di rinunciare all'incarico. Mentre sta per lasciare la prigione, arriva una telefonata di Dale la Balena, che chiede di poter parlare con lui: dal momento che Dale è indagato per l'omicidio del condannato, chiede a Monk di indagare a fondo con l'intento di scagionarlo. In cambio, Dale promette a Monk di dargli informazioni sull'omicidio di Trudy. Monk quindi si infiltra in prigione per scoprire la verità.
- Special guest stars: Tim Curry (Dale la Balena), Kathy Baker